# イエローカード

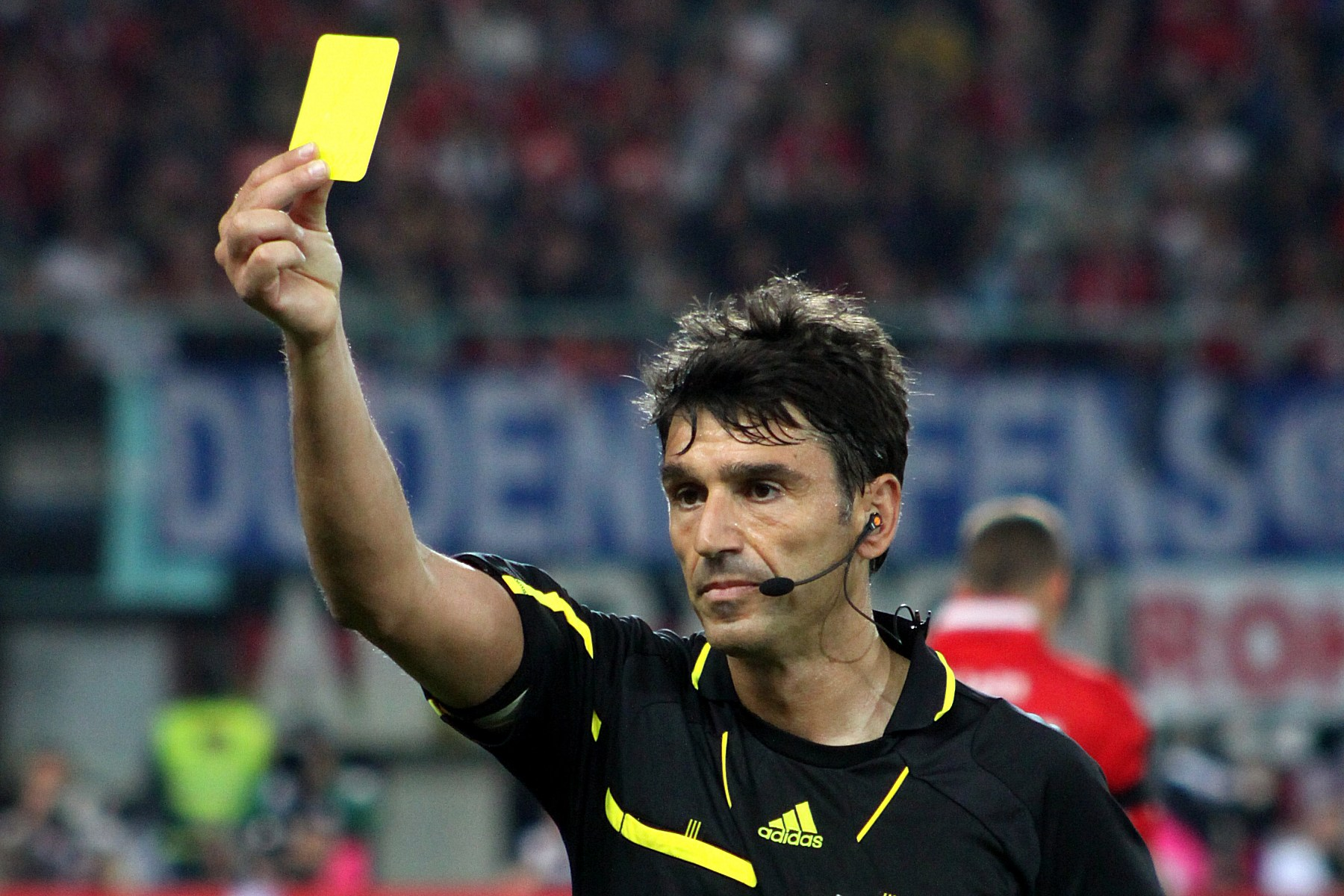
イエローカードを提示する審判

イエローカード（yellow card）とは、一部のスポーツにおいて非紳士的行為等を行った選手に対して審判が警告を宣するときに提示する黄色のカードのことである。単にイエローと言い表すこともある。
主にサッカーで見られるが、他のスポーツでも同様に「警告」の意味付けで用いられることがある。また「イエローカード」という語自体が一般化して「次に同じ事を行えば何らかの措置をとる」というニュアンスを持って使われることも多い。
かつては同様の警告・退場処分は主審の口頭によって行われていたが国際試合の多いサッカーでは言葉が通じず、退場処分を下したにもかかわらず、その意図が理解されずにプレーを続行する選手がいたという事態が生じた。また、観客やテレビ視聴者も警告が提示された事実を把握できる事が望ましいため、選手本人はもちろん、周囲の全ての人間が見てすぐに理解できるカードの提示制度が導入された。考案者であるケネス・アストンは1962年のチリ対イタリア戦で主審を務めた人物であり、のちに信号機をヒントにこの制度を提案したと振り返っている。
イエローカードは赤色のレッドカードとともに種々の警告行為の態様に合わせて段階的に用いるものとしているスポーツが多い。ただし、警告や注意喚起の方法は必ずしも一様ではなく、例えば競歩では反則の判定にレッドカードが用いられるが歩型の修正にはイエローカードではなくイエローパドルを用いる。

## サッカー

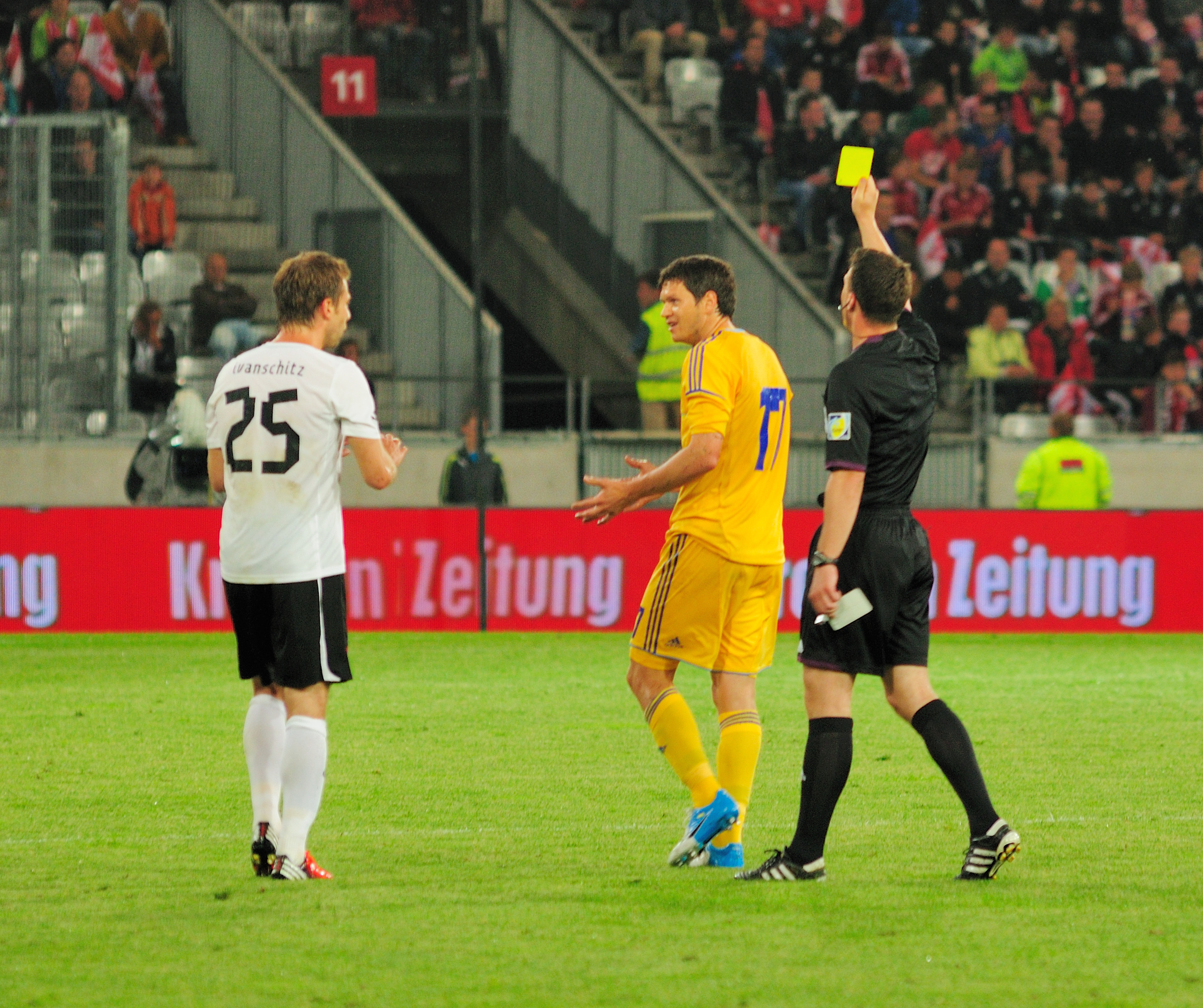
サッカーの試合でイエローカードを提示する審判

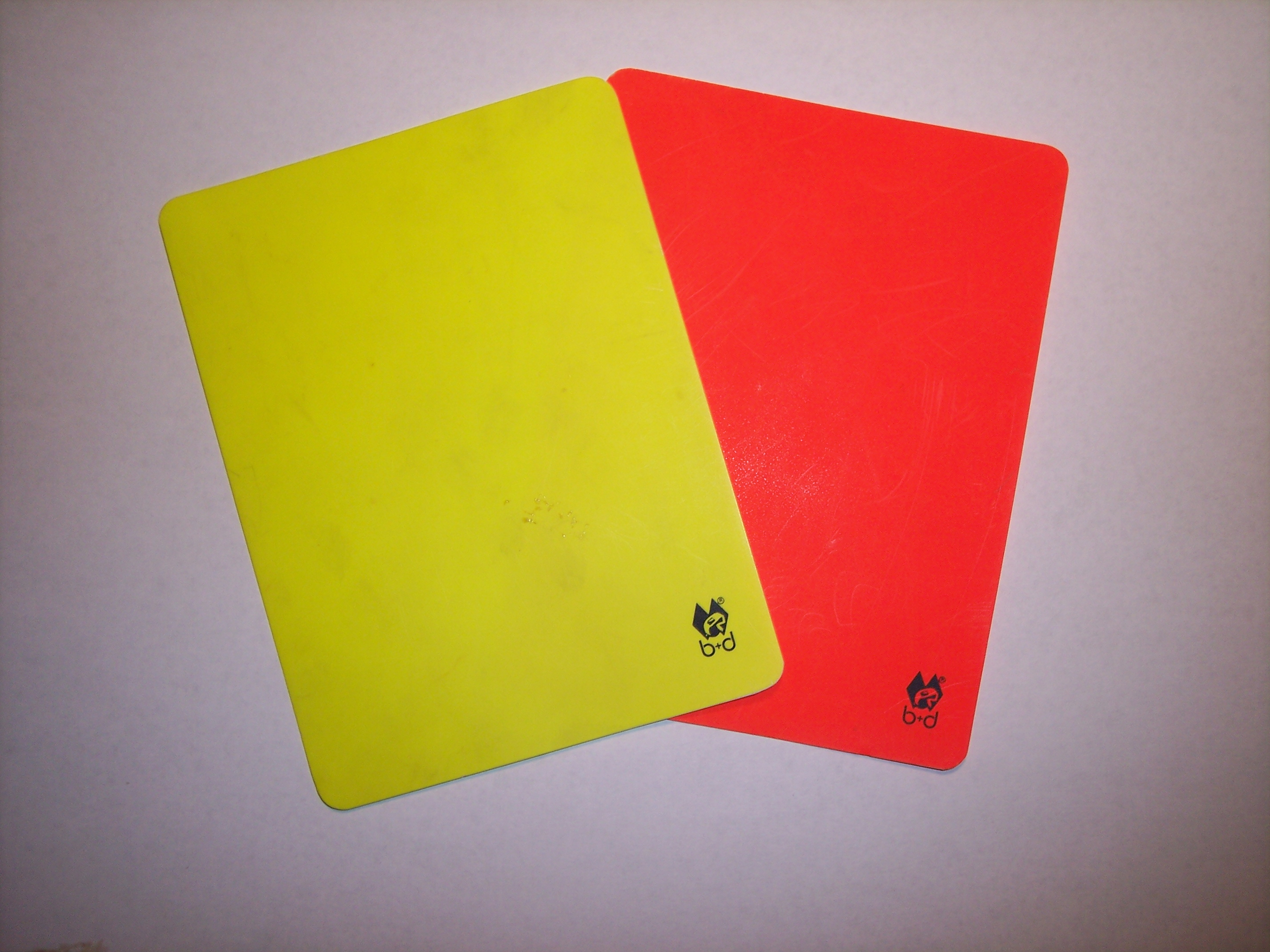
サッカーのイエローカードとレッドカード

### ルール上の規定
警告者に対してイエローカードを提示する規定はサッカーのルールとなるLaws of the Game（日本サッカー協会では「サッカー競技規則」）の第12条、ファウルと不正行為（Fouls and Misconduct）の中で規定されている。ファウル (サッカー)も参照の事。
イエローカードは合成樹脂などでできた黄色のプレートで、裏面は対戦する2つのチームに区分され、それぞれ背番号、時間、理由の記入欄が設けられている。
一般的な試合では、累積でイエローカードを2枚与えられた選手は直近の同大会の試合については出場停止となる。Jリーグではリーグ戦（J1、J2、J3のすべて）においては累積4枚で次回の試合出場停止となる。

### イエローカードが提示される反則
競技者が次の8項目の違反をした場合、警告を与えイエローカードを示すと規定している。
1. プレーの再開を遅らせる。
2. 言葉または行動により異議を示す。
3. 主審の承認を得ず、競技のフィールドに入る、復帰する、または意図的に競技のフィールドから離れる。
4. ドロップボール、コーナーキック、フリーキックまたはスローインでプレーが再開されるときに規定の距離を守らない。
5. 繰り返し反則する（「繰り返し」の定義に明確な回数や反則のパターンは、ない）。
6. 反スポーツ的行為を行う。
7. レフェリーレビューエリア（RRA）に入る。
8. （主審がレビューのために用いる）TVシグナルを過度に示す。

- シミュレーション（ファウルを受けたふりをして審判を騙そうとする行為）や得点後ユニフォームを脱いだり頭から被ったりした場合、大きなチャンスとなる攻撃の阻止（SPA=Stopping a promising attack）のために反則を犯した場合などは反スポーツ的行為としてイエローカードの対象となる。
- ペナルティーエリア内でボールをプレーしようとして反則を犯しペナルティーキックとなった場合、それが決定的な得点機会の阻止（DOGSO=Denying an obvious goal-scoring opportunity）だった場合はイエローカードが与えられ、SPAだった場合はカードは与えられない。
- 2019年の改正により、監督やコーチなどのチームスタッフに対してもイエローカードが提示されることとなった。大会規定に定められている場合、累積警告による出場停止処分も選手と同様に課される。

### 警告とイエローカード
イエローカードは前述の通り主審が警告を与えた時に示される有体物であって、警告自体ではない。当該選手やその他の選手、監督、コーチ、副審、観客などはこれにより、明確に当該選手が警告されたことを知るのである。
ただし、サッカーの話題における「イエローカード」という言葉は、「警告」と同義で扱われることがほとんどである。例えばリーグ戦など複数の試合で構成される大会では通常、各試合で受けた警告の数を累積してカウントし、一定数（大会によって異なる）に達すると出場停止処分などが科せられる。カウントされるのは「警告の数」であり、「イエローカードの数」というと規則上は正しい表現ではないものの、一般的な会話やテレビ解説などでは「○○選手は、何枚目のイエローで次節出場停止」のように言われる。
また、「同じ試合の中で2つ目の警告を受ける」と退場を命じられて「レッドカードを示される」が（競技規則第12条）、これも「2枚目のイエロー」などと言われることが多い。なお、この場合は主審が一方の手でイエローカードを示した後、もう一方の手でレッドカードを上に上げて示し、2つ目の警告による退場であることを示す。

## その他のスポーツ

### ラグビー

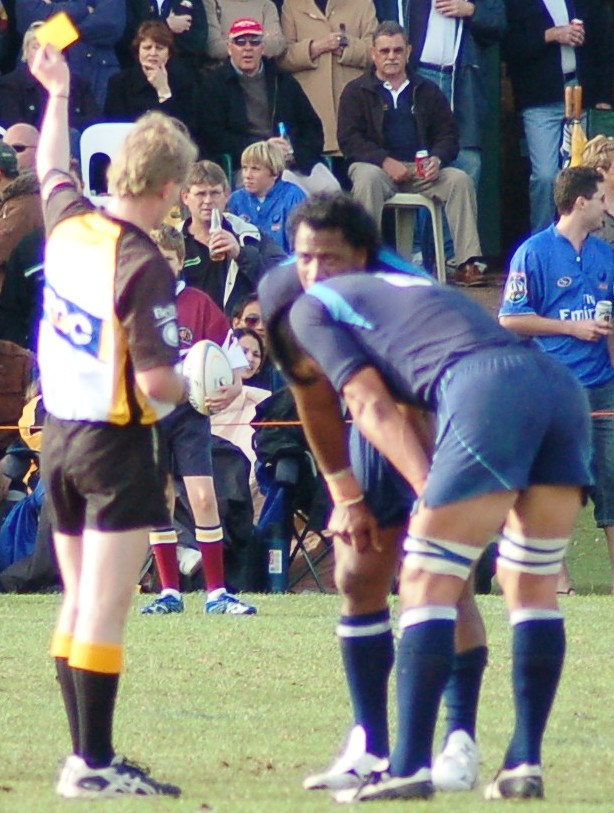
ラグビーの試合においてイエローカードを提示し、シンビン（10分間の一時的退出）を命じている場面

ラグビーでは悪質な反則や同じ反則を繰り返した選手に対して、イエローカードが提示される。サッカーとは異なり10分間の退出を命じられ、これをシンビン（Sin Bin。Sin=違反+Bin=置場）と呼ぶ。同一試合で2度提示されると、レッドカード（退場）となる。

### バレーボール
公式試合に於いて、競技者やベンチスタッフ（監督、コーチなど）が不法な行為（審判に暴言を吐いたり、試合進行を遅延するなどの悪質な行動）を行うと、主審からチームに対して口頭での警告が与えられる。口頭警告を受けたチームのメンバーが不法な行為を繰り返した場合、主審からイエローカードが提示され、警告が与えられる。またその後、同様の行為を繰り返した場合はレッドカードが掲示され、相手チームには1点が加算、サーブ権も相手に移動する。また、イエローカードとレッドカードを2枚とも片手に持ち、同時に掲示された場合、そのセットのみ退場となり、ペナルティーエリアに隔離される。イエローカードとレッドカードをそれぞれ両手に持ち、提示された場合は、その試合は出場停止となり、試合会場からの退去を命じられる。また、遅延行為の際は、イエローカードやレッドカードを腕に当てて示される。

### ビーチバレーボール
バレーボールと類似のスポーツであるビーチバレーボールでも、反スポーツ的行為に対してイエローカードが用いられる。ただしイエローカードはあくまで警告の意味で提示され、罰則はない。

### ホッケー
フィールドホッケーでは危険・不当な行為もしくは故意の反則があった場合、反則の度合いに応じてイエローカードが提示されることがある。イエローカードは5分間以上（審判が指定した時間）の一時退場を意味する（この他に警告を示すグリーンカード、永久退場を示すレッドカードが用いられる）。

### バドミントン
バドミントンでは、公式競技規則において「不品行な振舞い」が定義されている。これに最初に違反した場合、警告となり主審がイエローカードを提示する。罰則はない。不品行の度合いに応じて、レッドカード（フォルト）およびブラックカード（失格）も用いられる。

### 卓球
卓球では定められた時間以外でコーチ若しくは控え選手が、コートでプレイしている選手に対してアドバイスを与えた場合、審判がイエローカードを提示して警告する。レッドカード（退場）も用いられる。

### ハンドボール

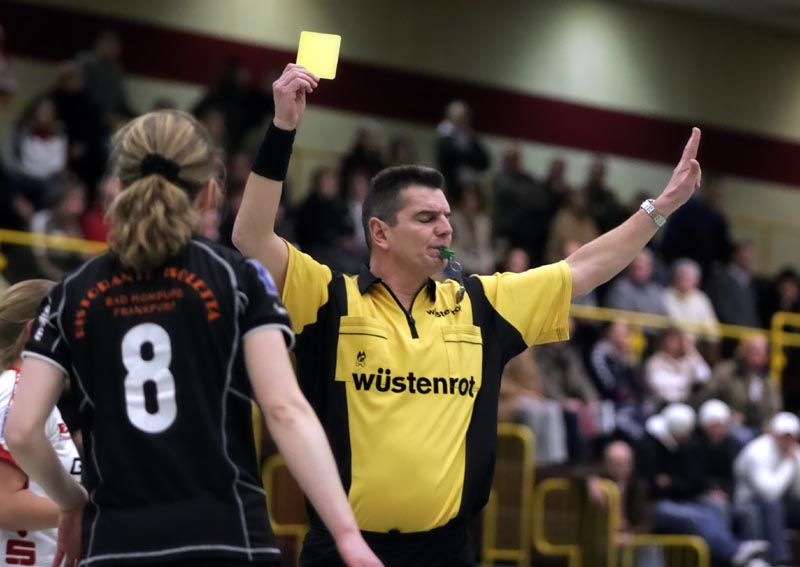
ハンドボールの試合でイエローカードを提示する審判

ハンドボールでは3種類の罰則（警告、2分間の退場、失格）のうち、警告を与える場合に提示される。 
危険な反則やスポーツマンシップに反する行為に対し、個人には1回まで、チームには3回まで与えられる(超過以降は2分間の退場)。
規定の回数まで2分間の退場を猶予するという趣旨ではなく、担当審判の判定基準を明確にし、違反行為の自制を促すために使われるものとされる。そのため、明らかな違反行為や後半以降の違反行為に対しては、それまでの警告回数に関わらず2分間の退場が与えられる。 

### フットサルとビーチサッカー
サッカーに類似したスポーツであるフットサルおよびビーチサッカーでも、同様にイエローカードのルールが定義されている。運用方法はサッカーとほぼ同様である。

### K-1
K-1においてもイエローカードのルールが定義されている。
当初は警告処分を表し1試合で2枚もらうとレッドカードを提示され減点となっていたが、2005年のルール改正後は減点を表し3枚もらうとレッドカードを提示され失格となる。

### ソフトテニス
ソフトテニスにおいては、競技規則第41条に警告に関する記述がある。
ソフトテニスでの警告の運用はサッカーと異なり、イエローカードとレッドカードの区別はなく、どちらも同じ「警告」として扱われる。
1度目、2度目の警告はアンパイアよりイエローカードが提示され、3度目の警告で（アンパイアがレフェリーと協議のうえ）レッドカードを提示し試合終了（レフェリーストップ・ゲームセット）となる。サッカーのように「一発レッド」などと言われる一度の警告で試合打ち切りになることはない。

### 柔道
柔道において、指導の累積はイエローカードで表示される。

### ゴルフ
日本女子プロゴルフ協会（LPGA）では2012年から、遅延行為（スロープレー）に対して従来の口頭による注意からイエローカードによる警告を試験的に導入している。

## その他注意文書
スポーツに限らず黄色の注意文書をイエローカードと称している場合があり、例えば自転車の交通マナーの監視指導などで「イエローカード」と称する注意文書を手渡している警察署もある。